# 帶斑平鮋
帶斑平鮋，為輻鰭魚綱鮋形目鮋亞目平鮋科的其中一種，為溫帶海水魚，分布於西北太平洋日本及韓國海域，棲息深度50-300公尺，體長可達43公分，棲息在岩石底質底層水域，稚魚具漂流性，以甲殼類及魚類為食，卵胎生，生活習性不明。